# Anosia insolata
Anosia insolata är en fjärilsart som beskrevs av Butler 1870. Anosia insolata ingår i släktet Anosia och familjen praktfjärilar. Inga underarter finns listade i Catalogue of Life.